# Inondation de Jakarta de 2013

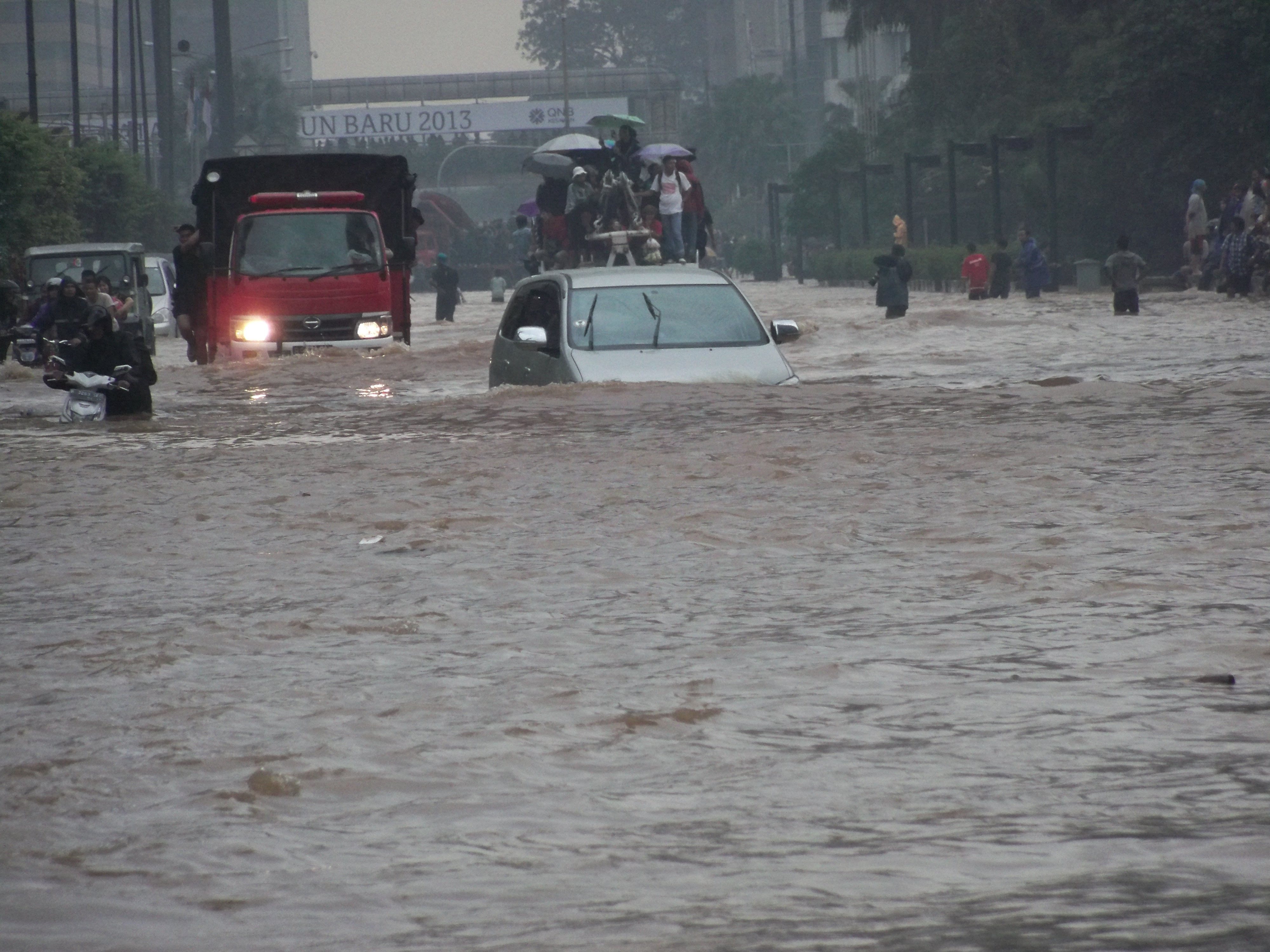
Rue de Jakarta inondée en 2013.

L'inondation de Jakarta de 2013 est une catastrophe naturelle ayant causé 47 morts dans la ville de Jakarta et plus de 18 000 personnes ont dû quitter leur logement. Ces inondations ayant submergé certains quartiers ont atteint 3 mètres de hauteur et sont depuis 2007 reconnues comme les plus dévastatrices . Elles se sont propagées jusqu’au quartier des affaires et des administrations bloquant ainsi les ambassades de France, d’Allemagne et du Royaume-Uni. Le niveau d'alerte maximum a ainsi déclenché l'état d'urgence. La ville de Jakarta compte 13 cours d’eau ce qui la rend plus à même de subir de telles inondations. En Janvier, la période des moussons a ainsi poussé le fleuve Ciliwung à sortir de son lit et  a provoqué ces catastrophiques inondations.

## Causes
La politique d'urbanisation excessive de Jakarta depuis déjà 10 ans a causé l'imperméabilisation des sols et a favorisé la montée des eaux.
Chaque année, cette ville, soumise à de nombreuses intempéries entre novembre et mars, est naturellement sujette aux inondations et s'enfonce de 30 cm au-dessous du niveau de la mer. La capitale indonésienne doit donc faire face régulièrement à d'importants problèmes climatiques et environnementaux : la montée des eaux de la mer de Java au nord et au sud le débordement des rivières de montagne.

## Conséquences

### Sanitaires
La production d'électricité interrompue a entrainé des problèmes de réfrigération de nourriture et de ce fait de prolifération éventuelle de bactéries.
La population locale touchée par la privation d'eau potable a engendré des problèmes d'hygiène et les autorités ont craint des épidémies et des problèmes de dysenterie. Les ordures et débris ont été charriés par les inondations dans toute la ville.

### Économiques
Dans les quartiers les plus pauvres comme Kampung Melayu, 50 % des habitations sont détruites. Les habitants sont obligés de s'arrêter de travailler.
Les outils et lieux de travail sont détruits ou endommagés.

## Aides mises en place

### À court-terme
- Entraide locale et de l'état pour assurer les besoins de vie quotidienne en nourriture, en eau et en soins médicaux urgents.

### À moyen-terme
- Drainage des rivières et nettoyage des berges assurées par les locaux.
- Aides financières apportées par les ONG locales et étrangères.

## Enjeux à plus long terme
Un programme de réfection a été mis en place ayant pour objectif la construction d'une digue géante de 30 km de long sur 6 mètres de large et à hauteur variable visant à protéger le nord de la ville de la mer. La digue pourrait être rétractable selon Janjaap Brinkman à l'agence hollandaise Deltares. Ce projet pourrait inclure la création d'un bassin de rétention qui pomperait l'eau et la canaliserait.